# Carstensz Oriental
Pour les articles homonymes, voir Carstensz.
Le Carstensz Oriental ou Carstensz Timor (en anglais East Carstensz Top est une montagne d'Indonésie située sur l'île de Nouvelle-Guinée, dans la chaîne de Sudirman, à trois kilomètres à l'est du sommet du Puncak Jaya aussi appelé « pyramide Carstensz ». Le Carstensz Oriental était autrefois entièrement recouvert par le glacier Carstensz mais à la suite de la fonte de ce dernier, le sommet s'est peu à peu dégagé[réf. nécessaire].

## Géographie
L'expédition néerlandaise de 1936 mesure son altitude à 5 010 mètres. L'expédition australienne de 1971-1973 obtient elle une altitude d'environ 4 810 mètres. Mais jusque dans les années 2000, avec une altitude estimée à environ 4 880 mètres il était fréquemment considéré comme le second sommet d'Océanie, après le Puncak Jaya,. Des mesures récentes ont réévalué son altitude à 4 820 mètres et il est par conséquent moins élevé que le Sumantri culminant à 4 870 mètres.